# Peter Turnbull
Peter St George Bruce Turnbull, DFC (Armidale, 9 de fevereiro de 1917 – Baía Milne, 27 de agosto de 1942) foi piloto um ás da aviação australiano durante a Segunda Guerra Mundial, creditado com doze vitórias aéreas. Nascido em Nova Gales do Sul, ele era electricista antes de ingressar na Real Força Aérea Australiana (RAAF) em janeiro de 1939. Após o treino de pilotagem, ele foi destacado para o Esquadrão N.º 3, que partiu para combater no Médio Oriente em julho de 1940.
Pilotando aviões de combate Gloster Gladiator, Hawker Hurricane e P-40 Tomahawk durante as campanhas do Norte de África e da Síria-Líbano, Turnbull foi creditado com nove vitórias e premiado com a Cruz de Voo Distinto. Recolocado na frente do sudoeste do Pacífico em março de 1942, ele foi destacado para o Esquadrão N.º 75 em Port Moresby, na Nova Guiné, pilotando caças P-40 Kittyhawk.
Durante a Batalha de Port Moresby, ele abateu três aeronaves japonesas. Em maio Turnbull assumiu o comando do Esquadrão N.º 76 em maio, liderando-o na Batalha da Baía Milne no final daquele ano. Ele faleceu durante uma missão no dia 27 de agosto de 1942; um aeródromo dos aliados na Nova Guiné foi posteriormente nomeado em sua homenagem.

## Início de carreira
Filho de Archibald e Maud Turnbull, Peter Turnbull nasceu no dia 9 de fevereiro de 1917 em Armidale, Nova Gales do Sul. Depois de deixar a escola, ele foi empregado como electricista em Glen Innes, onde a sua família possuía uma propriedade. Em 1938, Turnbull alistou-se no 12/24º Regimento de Cavalaria Ligeira, uma unidade de milícia.  Ele juntou-se à Real Força Aérea Australiana (RAAF) como cadete no dia 16 Janeiro de 1939, e recebeu instrução na Escola de Treino de Voo N.º 1 em Point Cook, Victoria. Graduando-se em 20 de outubro de 1939, ele foi comissionado como oficial piloto e enviado para o Esquadrão N.º 3, que operava aviões Hawker Demon na base aérea de Richmond, Nova Gales do Sul. Ele foi promovido em 20 de abril de 1940 e enviado para o Médio Oriente com a sua unidade no dia 15 de julho, desembarcando em Suez, no Egipto, no mês seguinte.

## Serviço de combate

### Médio Oriente

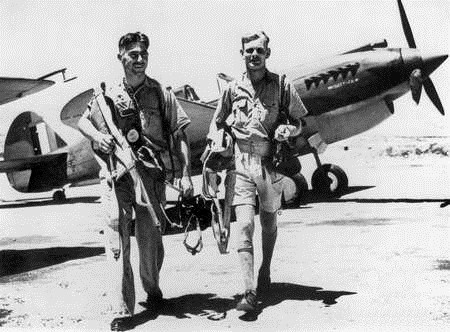
Turnbull (à esquerda) com um companheiro piloto do Esquadrão N.º 3 e um caça P-40 Tomahawk atrás

Durante a campanha norte-africana no final de 1940, Turnbull participou em missões de apoio aéreo próximo pilotando aviões Gloster Gauntlet e missões de combate aéreo com aviões Gloster Gladiator. Ele foi creditado por provavelmente destruir um Fiat CR.42 durante a Batalha de Bardia no dia 26 de dezembro, e com danos a um Fiat G.50 em 25 de janeiro de 1941, a ultima missão realizada pelo Esquadrão N.º 3 com os aviões Gladiator antes de serem equipados com caças Hawker Hurricanes. No dia 3 de abril, ele reivindicou quatro caças pesados Messerschmitt Bf 110 numa única missão, pilotando um Hurricane que ele baptizou de Ortogo; o seu comandante elogiou-o como sendo "rápido a executar".
Depois de ser equipado com aviões P-40 Tomahawk, o Esquadrão N.º 3 foi destacado para participar na campanha da Síria-Líbano . Turnbull tornou-se num ás - o primeiro a pilotar o novo caça - no dia 15 de junho de 1941, quando destruiu um bombardeiro Martin 167 da França de Vichy no sul da Síria. Ele abateu mais dois do mesmo tipo em Palmira menos de duas semanas depois, e continuou com a prestação de serviço, reclamando o abate de dois caças Dewoitine D.520 de Vichy durante uma missão de escolta a 10 de julho. Ele foi promovido a tenente de voo no mesmo mês. Com a sua contagem de vitórias no Médio Oriente em nove, Turnbull foi condecorado com a Cruz d eVoo Distinto pelas 116 missões operacionais e 200 horas que voou, várias aeronaves inimigas destruídas no ar e no solo, e pelo "magnífico espírito de luta e grande habilidade". A condecoração foi promulgada na London Gazette no dia 10 de outubro de 1941, e eventualmente apresentada ao seu pai após a morte de Turnbull. Ele voltaria para a Austrália em novembro, para servir no teatro de operações do sudoeste do Pacífico.

### Sudoeste do Pacífico

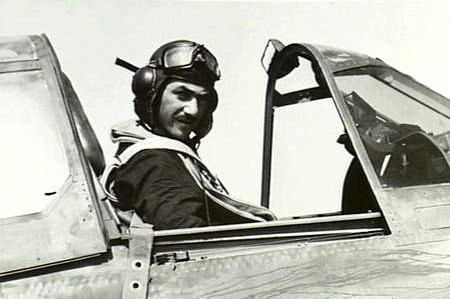
Líder de esquadrão Turnbull como comandante do Esquadrão N.º 76 na Nova Guiné, em 1942

Em dezembro de 1941 Turnbull foi colocado no Esquadrão N.º 24 na base aérea de Archerfield, Queensland. Ele serviu então na Escola de Treino de Voo de Serviço N.º 3, em Amberley, durante janeiro e fevereiro de 1942. Em março, ele ingressou no Esquadrão N.º 75 na Nova Guiné como comandante de esquadrilha sob o líder do esquadrão "Old John" Jackson, outro veterano e ás do Esquadrão N.º 3 no Médio Oriente. Equipado com caças P-40 Kittyhawks, o Esquadrão N.º 75 rapidamente envolveu-se na defesa de Port Moresby, uma das primeiras batalhas cruciais da campanha da Nova Guiné. Mesmo antes de combater na área, Turnbull foi baleado. Quando ele liderava uma esquadrilha de quatro aviões Kittyhawk para aterrar pela primeira vez no aeródromo Seven Mile de Moresby, no dia 21 de março, os nervosos militares que operavam os canhões antiaéreos australianos abriram fogo e danificaram pelo menos três aviões antes destes aterrarem. No dia seguinte, Turnbull participou num ataque surpresa contra o aeródromo de Lae. Cinco aviões Kittyhawk liderados por Jackson atacaram e destruíram uma dúzia de aviões japoneses no solo, enquanto quatro outros liderados por Turnbull forneceram cobertura; ele abateu um dos três Mitsubishi Zero que interceptaram a formação australiana. Ele obteve mais duas vitórias durante a batalha de Port Moresby - um par de Zeros no dia 10 de abril, de acordo com um relato - o que elevou o seu total de aeronaves inimigas destruídas para doze. No dia 17 de abril, o comandante do Esquadrão N.º 76, anexado ao Esquadrão N.º 75 para ganhar experiência de combate, foi morto em combate, fazendo com que Turnbull tivesse que voltar à Austrália para assumir a antiga unidade.

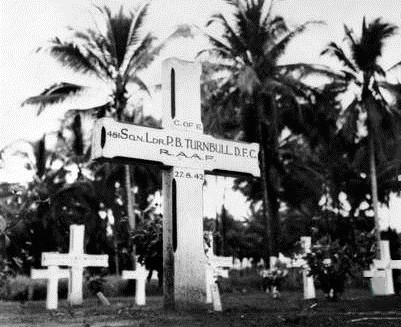
Túmulo de Turnbull na Baía Milne, na Nova Guiné, em 1943

Em maio de 1942, Turnbull foi formalmente nomeado comandante do Esquadrão N.º 76, então colocado em Townsville, Queensland. Ele foi promovido a líder de esquadrão interino no dia 8 de junho. Turnbull voltou para a Nova Guiné com o Esquadrão N.º 76 a 25 de julho, chegando à Baía Milne na companhia de um Esquadrão N.º 75 re-equipado. Durante a Batalha da Baía Milne, a unidade de Turnbull estava envolvida na defesa aérea contra os invasores japoneses e em ataques ofensivos contra navios e outros alvos em apoio às forças terrestres australianas. No dia 7 de agosto o tempo inclemente forçou Turnbull e outro piloto a aterrar na Ilha Goodenough ; mais tarde, foram apanhados por uma patrulha aliada. Os esquadrões N.º 75 e N.º 76 atacaram o principal comboio da invasão japonesa enquanto este se dirigia para a Baía Milne no dia 25 de agosto. Dois dias depois, Turnbull estava a patrulhar tanques japoneses com outro membro do seu esquadrão, o tenente de voo Ron Kerville. Ao mergulhar em direcção a um alvo inimigo, o seu Kittyhawk foi visto virando-se de costas a 61 metros de altitude e a colidir com a selva. A causa do incidente nunca foi totalmente estabelecida; o fogo terrestre japonês foi considerado uma explicação provável, embora a lama nas superfícies de controle, causando um estol a alta velocidade, também tenha sido postulada. Inicialmente declarado como desaparecido em combate, Turnbull foi confirmado como morto no dia 4 de setembro, quando as tropas do 2/12 Batalhão encontraram os destroços do seu avião e o seu cadáver dentro dele. De acordo com a história oficial do exército australiano durante a Segunda Guerra Mundial, os “soldados muito admiraram e apreciaram o trabalho dos dois esquadrões da RAAF e, para eles, o galante Turnbull havia sintetizado a coragem e habilidade de todos os aviadores”. O líder do esquadrão "Bluey" Truscott assumiu a posição de Turnbull. A 7 de setembro, os japoneses retiraram as suas tropas da área da Baía Milne; os generais Sydney Rowell e Cyril Clowes descreveram os esforços dos esquadrões N.º 75 e N.º 76 como "o factor decisivo" para repelir as forças invasoras.
Turnbull foi creditado com um total de doze vitórias aéreas durante a guerra, mais uma provável e duas danificadas. Inicialmente enterrado em Dowa Dowa, na Baía Milne, ele foi posteriormente enterrado no Cemitério de Guerra de Bomana, em Port Moresby. O seu nome aparece no painel 104 da Área Comemorativa no Memorial de Guerra Australiano, em Camberra, e no Glen Innes Roll of Honor. O Aeródromo N.º 3 da Baía Milne foi renomeada como Campo Turnbull em sua homenagem; o aeródromo marcou o limite, a oeste, do avanço dos japoneses na área.